# Custodio Campo y García
Custodio Campo y García (Bielsa, 1830 – Zaragoza, 15 de enero de 1891) fue un farmacéutico y botánico español del siglo XIX.

## Biografía
Natural de Bielsa,  estudió farmacia en la universidad de Barcelona. Tras licenciarse en 1854 volvió a su Pirineo oscense natal, ejerciendo en Bielsa y Fiscal. 
Se hizo sin embargo más conocido por su afición a la botánica, recopilando numerosas especies durante sus viajes por los Pirineos y siendo corresponsal de Loscos, al que llegó a enviar 500 especímenes. Este botánico le dedicó la especie Silene Campoi. Desde 1879 fue corresponsal también de la Sociedad Linneana Matritense, a la que presentó varios trabajos, con un catálogo de más de 1100 especies del Pirineo y estudios sobre los límites fitogeográficos que afectaban a varias especies en el Pirineo central. Además de su labor botánica, anotó durante sus viajes descripciones de los valles que visitaba y comentarios sobre la toponimia local.
Pese a ser muy reconocido en el mundo de la botánica española del siglo XIX, sus escasos ingresos dependían de su profesión de farmacéutico rural, hasta que en febrero de 1882 obtuvo un puesto en la universidad de Zaragoza, en cuya colección de botánica pasó a trabajar. A ello siguieron varias distinciones: ganó un premio en una exposición farmacéutica en 1882 y una medalla en la Exposición Aragonesa de 1885 por su herbario de Huesca.
Siguió colaborando con Loscos, constando el envío de varios paquetes de muestras en 1885, y con otras instituciones científicas. En 1886 pasó a ser socio de la Real Sociedad Económica de Amigos del País. En 1890 donó a la universidad de Zaragoza una importante colección de 405 especies que había recopilado de flora zaragozana, en lo que sería la base de una de las principales colecciones del Jardín Botánico de Zaragoza.
Falleció en 1891 de un cáncer de estómago.